# Диранян, Саркис
Саркис Диранян (17 февраля 1859, Константинополь — 20 января 1938, Париж) — армянский художник, уроженец Османской империи, живший во Франции.

## Биография
Родился в 1854 году в Константинополе. Учился живописи там же, в художественной школе, открытой прибывшим из Франции художником Пьером-Дезире Гийме. Успешно продав одну из своих картин, на вырученные деньги около 1883 года уехал в Париж, где учился в Высшей школе изящных искусств у Жана-Леона Жерома. Не позднее 1884 года, когда Диранян еще находился в Париже, османский султан, за успехи в изящных искусствах, наградил его орденом Меджидие. Начиная с 1887 года он получал от турецкого правительства ежемесячное пособие.
В 1889 году Диранян окончил обучение, но остался проживать в Париже, где время от времени демонстрировал свои работы на выставках Общества французских художников. В 1892 году он удостоился почётного упоминания на ежегодном Салоне французских художников. В 1900 году картина Дираняна была отмечена на Всемирной выставке в Париже. В 1908 году художник провел персональную выставку в Париже, а в 1909 году отправлял свои картины на выставку в Мюнхен.
Скончался в Париже в 1938 году.

## Галерея

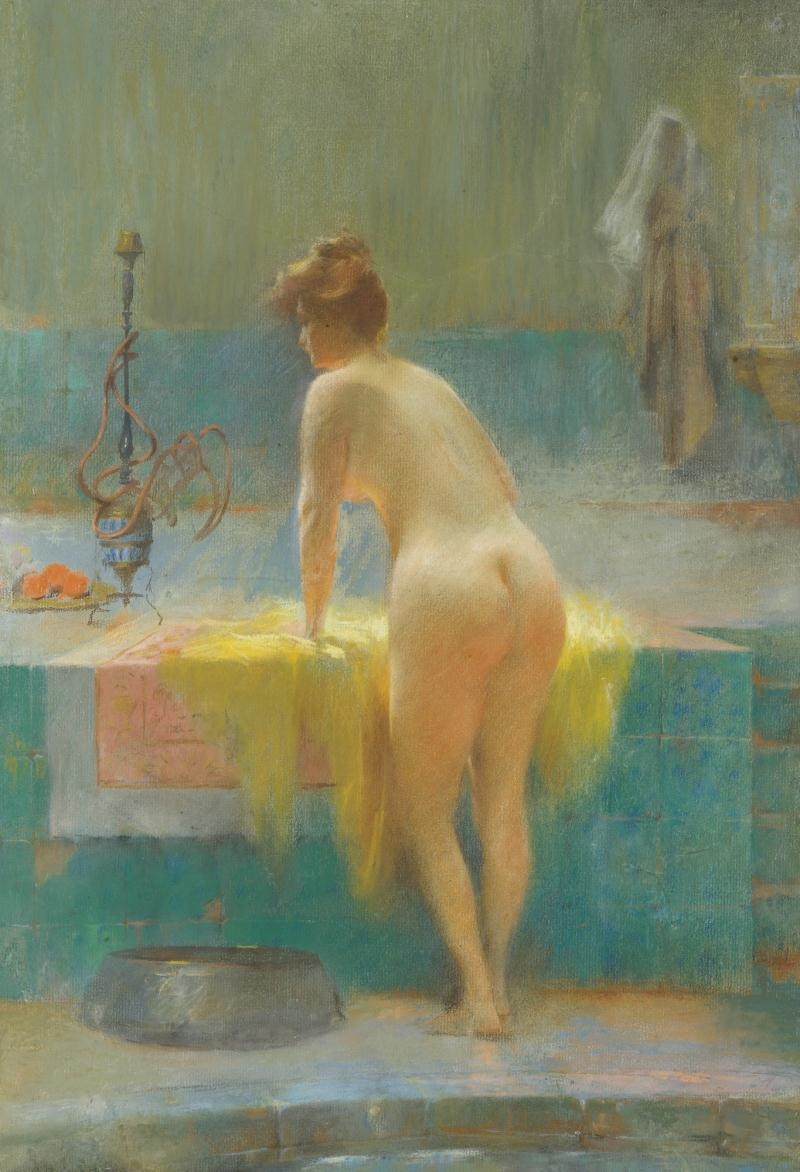
Девушка в бане
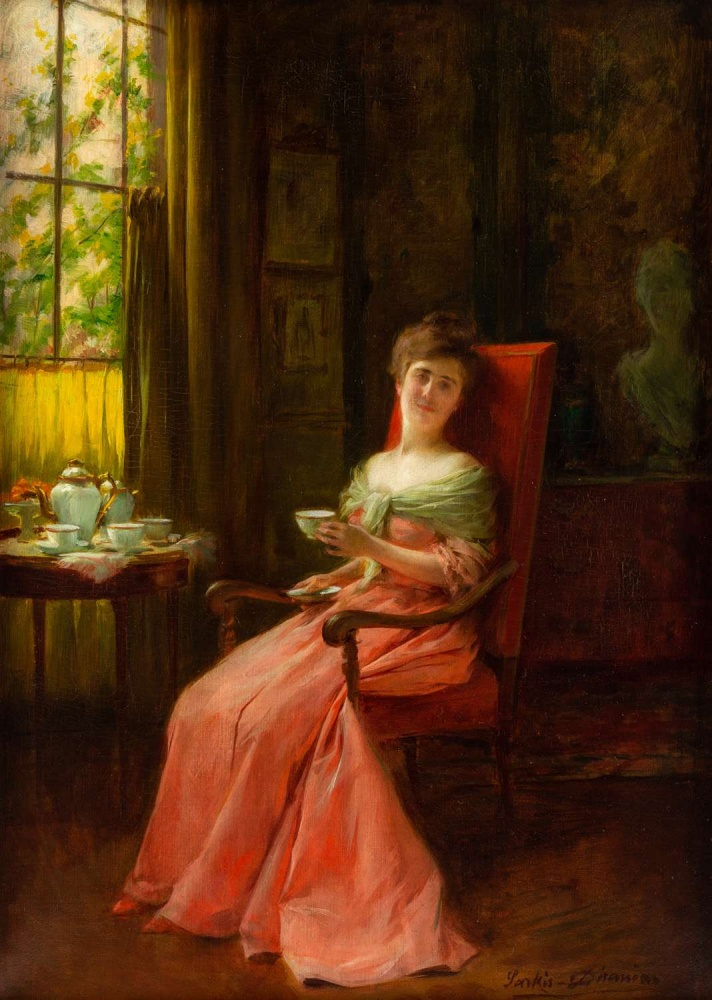
Время чая
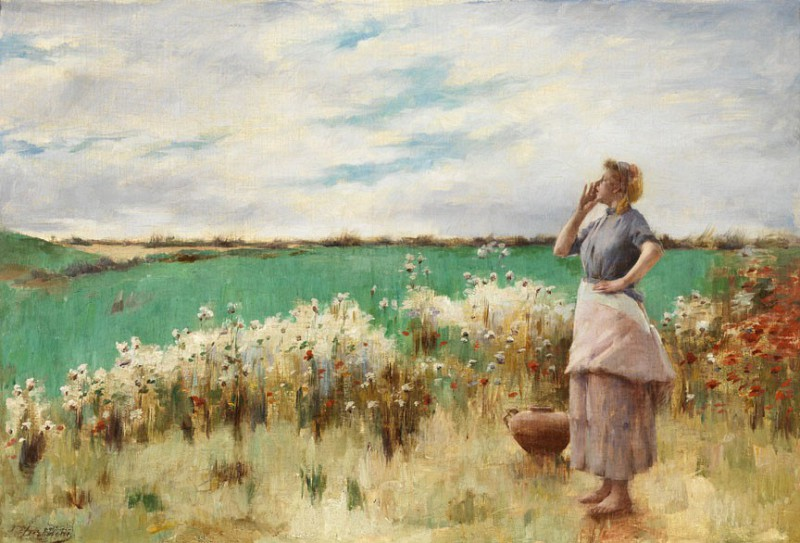
Летний день
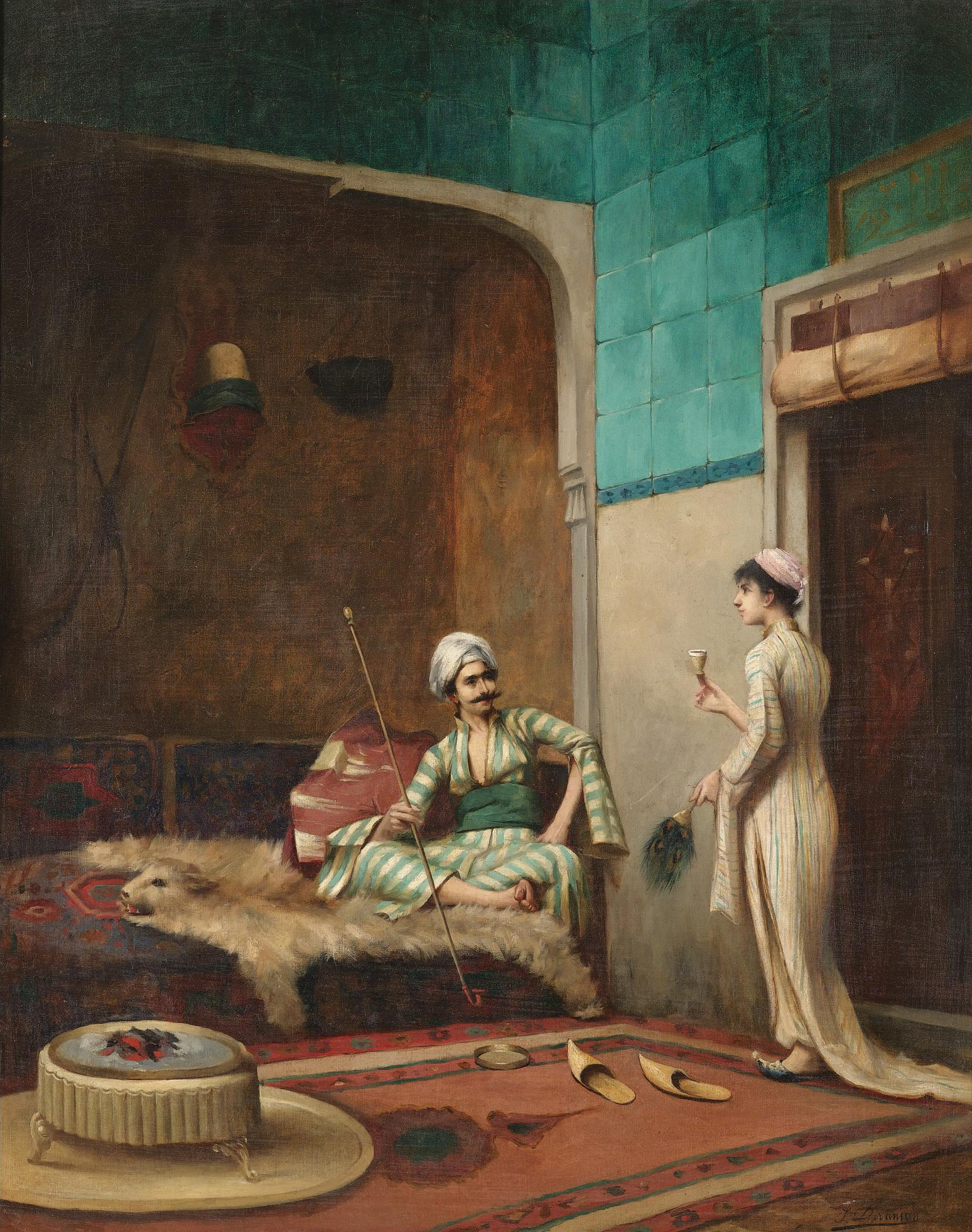
Господин и слуга
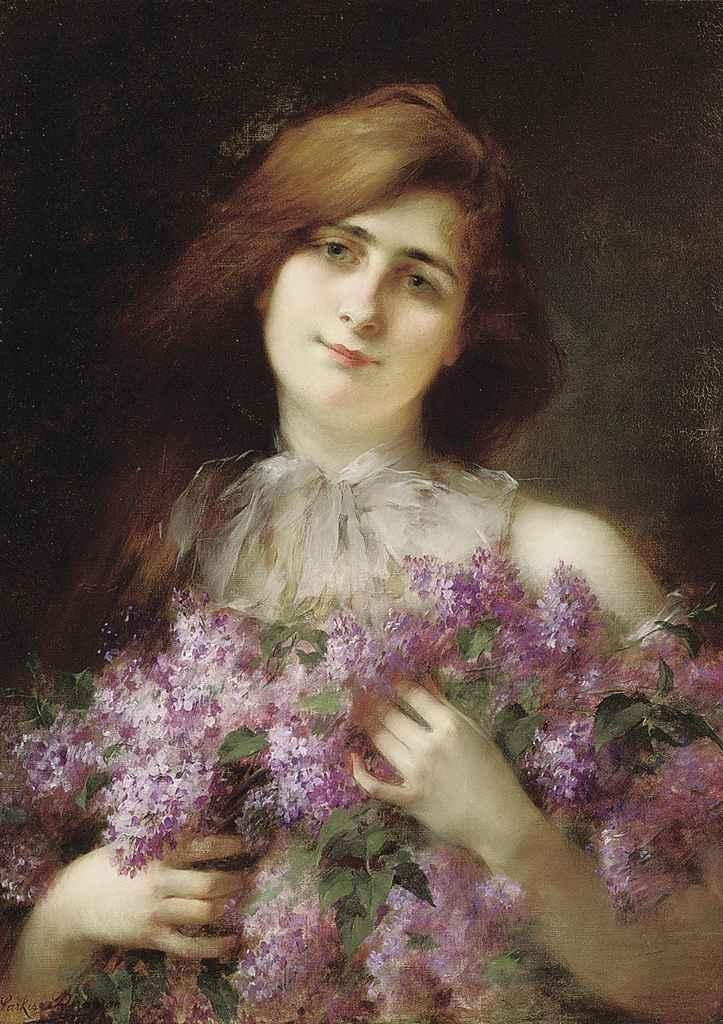
Сирень
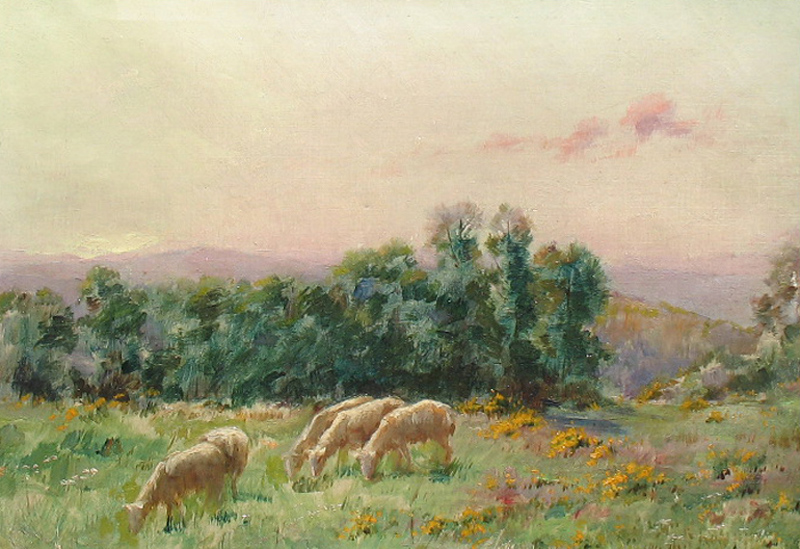
Пейзаж со стадом
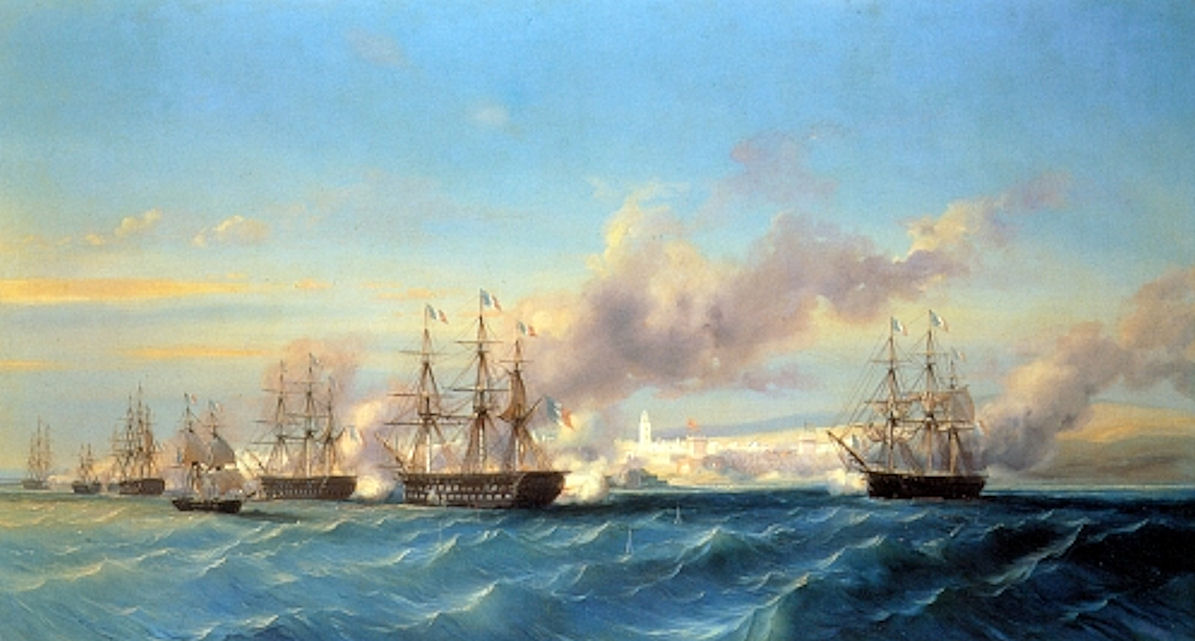
Бомбардировка Могадора (Эс-Сувейры) французским флотом в 1844 году в ходе Франко-марокканской войны
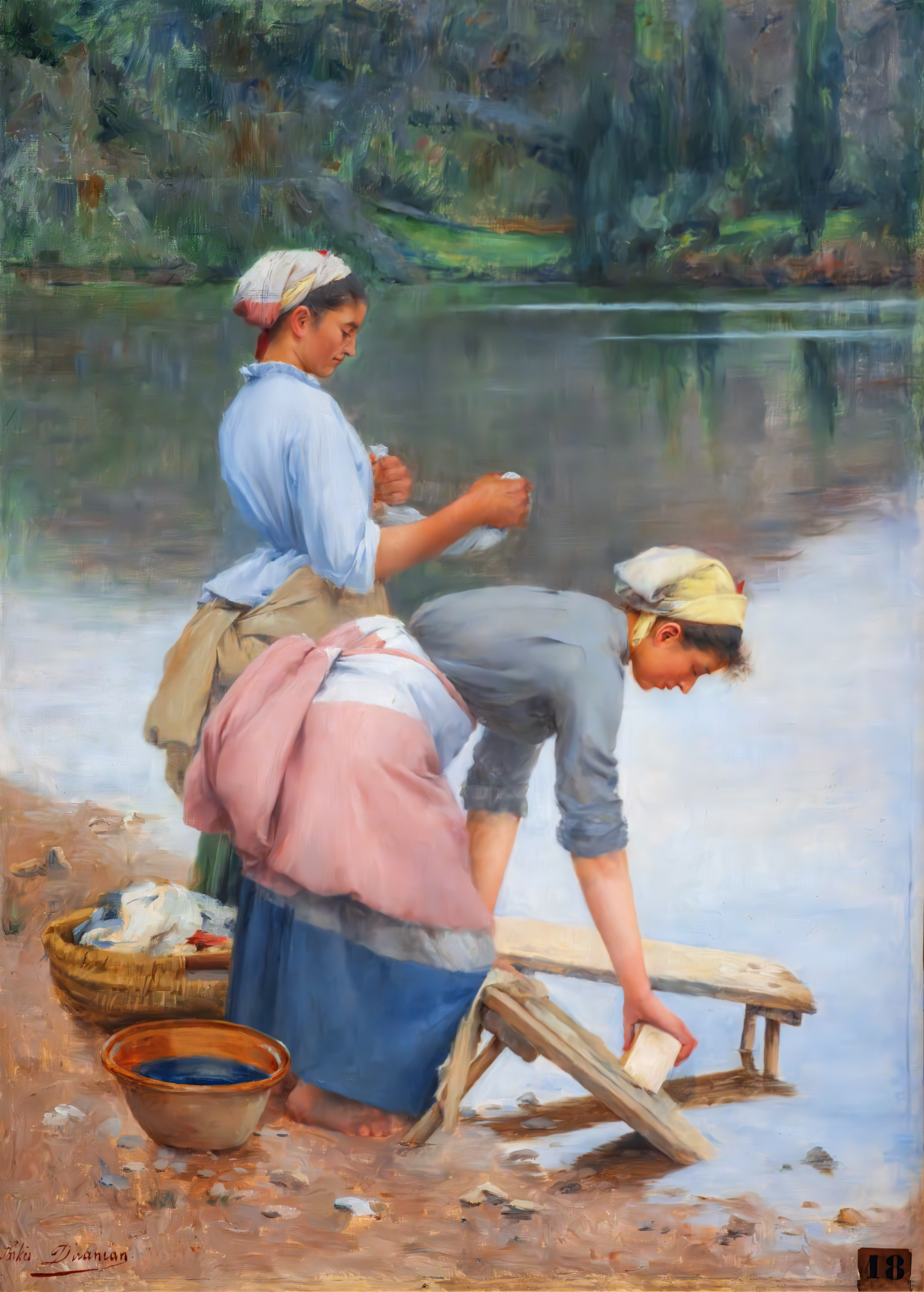
Прачки на берегу реки Лот